# Université de Reggio de Calabre
L'université méditerranéenne de Reggio de Calabre (en italien, Università degli studi Mediterranea di Reggio Calabria) est une université italienne, à Reggio de Calabre.
Il s'agit d'une université différente de l'université de la Calabre, située dans la même région, à Rende.

## Chronologie
- 1968 : fondation comme Libero Istituto Universitario di Architettura
- 1969 : changement de nom in Istituto Universitario Statale di Architettura (IUSA)
- 1982 : création de l'Università degli studi di Reggio Calabria
  - Faculté d'agronomie
  - Faculté d'architecture
  - Faculté d'ingénierie
  - Faculté de jurisprudence (à Catanzaro)
  - Faculté de pharmacie (à Catanzaro)
  - Faculté de médecine et chirurgie (à Catanzaro)
- 1998 : les facultés basées à Catanzaro sont détachées pour former l'université Magna Græcia de Catanzaro
- 2001 : le siège de la faculté de jurisprudence de l'université Magna Græcia de Catanzaro basée à Reggio de Calabre devient la quatrième faculté de l'université de Reggio de Calabre, qui change de nom et ajoute le mot méditerranéenne
- 2012 : à la suite de la réforme de l'université italienne, l'université a mis en place une nouvelle organisation avec la création de six nouveaux départements et la suppression des anciens départements et des facultés.

## Composantes

### Facultés
jusqu'à 2011/2012
- Faculté d'agronomie
  - Sciences et technologies agricoles, sciences et technologies des aliments, sciences forestières et de l'environnement
- Faculté d'architecture
  - Architecture, architecture du paysage, conservation du patrimoine architectural, Urbanisme
- Faculté de jurisprudence
  - Jurisprudence, économie
- Faculté d'ingénierie
  - Ingénierie civil, ingénierie des télécommunications, ingénierie électronique, ingénierie de l'environnement et du territoire

### Départements
jusqu'à 2011/2012
- Dipartimento di Architettura ed Analisi della Città Mediterranea - AACM (architecture)
- Dipartimento di Arte, Scienza e Tecnica del costruire - DASTEC (architecture)
- Dipartimento di Biotecnologie per il Monitoraggio Agro-alimentare ed Ambientale - BIOMAA (agronomie)
- Dipartimento di Informatica, Matematica, Elettronica e Trasporti - DIMET (ingénierie)
- Dipartimento di Meccanica e Materiali - MECMAT (ingénierie)
- Dipartimento di Progettazione per la città, il paesaggio ed il territorio - OASI (architecture)
- Dipartimento di Scienze Ambientali e Territoriali - DSAT (architecture)
- Dipartimento di Scienze e Tecnologie Agro-Forestali ed Ambientali - DISTAFA (agronomie)
- Dipartimento di Scienze Storiche, Giuridiche, Economiche e Sociali - SSGES (jurisprudence)
- Dipartimento Gestione dei Sistemi Agrari e Forestali - GESAF (agronomie)
- Dipartimento Patrimonio Architettonico ed Urbanistico - PAU (architecture)

### Unité de formation et de recherche
à partir de 2012/2013
- Dipartimento di Agraria (agronomie)
- Dipartimento di Architettura e Territorio - DARTE (architecture)
- Dipartimento di Giurisprudenza ed Economia (jurisprudence)
- Dipartimento di Ingegneria Civile, dell'Energia, dell'Ambiente e dei Materiali - DICEAM (ingénierie)
- Dipartimento di Ingegneria dell'Informazione, delle Infrastrutture e dell'Energia Sostenibile - DIIES (ingénierie)
- Dipartimento di Patrimonio, Architettura, Urbanistica - PAU (architecture)

## Formation
- Laurea est l'équivalent de la licence française selon le système LMD (3 années)
- Laurea Magistrale est l'équivalent du master française selon le système LMD (2 années)
- Dottorato di Ricerca est l'équivalent du doctorat français selon le système LMD (3 années)

### Laurea
A.A. 2012/2013
agronomie
- Scienze e tecnologie agrarie (Classe L-25)
- Scienze forestali e ambientali (Classe L-25)
- Produzioni agrarie in ambiente mediterraneo (basée à: Lamezia Terme) (Classe L-25)
- Scienze e tecnologie alimentari (Classe L-26)

architecture
- Scienze dell'Architettura (Classe L-17)
- Urbanistica (épuisement) (Classe L-21)
- Edilizia, costruzione, gestione, sicurezza, ambiente (épuisement) (Classe L-23)
- Storia e conservazione dei beni architettonici e ambientali (épuisement) (Classe L-43)

jurisprudence
- scienze economiche  (Classe L-33)

ingénierie
- Ingegneria civile - ambientale (Classe L-7)
- Ingegneria dell'informazione (Classe L-8)

### Laurea Magistrale
A.A. 2012/2013
agronomie
- scienze e tecnologie agrarie e alimentari (Classe LM-69 & LM-70)
- scienze forestali e ambientali (Classe LM-73)

architecture
- Architettura (à cicle unique, licence et master ensemble, 5 années) (Classe LM-4)
- Restauro, conservazione e valorizzazione dei beni architettonici e ambientali (épuisement) (Classe LM-10)
- Urbanistica (Classe LM-48)

jurisprudence
- Giurisprudenza (à cicle unique, licence et master ensemble, 5 années) (Classe LMG/01)

ingénierie
- Ingegneria civile (Classe LM-23)
- Ingegneria informatica e dei sistemi per le telecomunicazioni (Classe LM-27)
- Ingegneria elettronica (Classe LM-39)
- Ingegneria per l'ambiente e il territorio (Classe LM-35)

### Dottorato di ricerca
Cycle XXVIII - 2012-2015
agronomie
- Biologia applicata ai sistemi agro alimentari e forestali (Agraria, ex BIOMAA)
- Sviluppo rurale, scienze e tecnologie delle produzioni agroforestali e zootecniche (Agraria, DISTAFA)

architecture
- Architettura (DARTE, ex DASTEC)
- Conservazione dei beni architettonici e ambientali (PAU)

jurisprudence
- Diritto civile della complessità: tra pluralizzazione delle fonti e nuove esigenze sistematiche (Giurisprudenza ed Economia, ex SSGES)
- Storia del pensiero e delle istituzioni giuridiche romane (Giurisprudenza ed Economia, ex SSGES)

ingénierie
- Ingegneria dei trasporti e della logistica (DIIES, ex DIMET)
- Ingegneria dell'informazione (DIIES, ex DIMET)
- Ingegneria geotecnica e chimica dei materiali (DICEAM, ex MECMAT)
- Ingegneria marittima, dei materiali e delle strutture (DICEAM, ex MECMAT)

Régénération Urbaine et Développement Economique
- International Ph.D in Urban Regeneration and Economic Development: ce doctorat interdisciplinaire sponsorisé par l'Union Européenne est très sélectif et permet aux doctorants de passer une année à l'université Northeastern à Boston ainsi que de suivre des cours de professeurs de plusieurs universités Européennes et Américaines, (e.g. Aalto University, Salford University, San Diego State University, Northeastern University)

## Recteurs
- Antonio Quistelli (1982-1989)
- Rosario Pietropaolo (1989-1999)
- Alessandro Bianchi (1999-2006)
- Massimo Giovannini (2006-2012)
- Pasquale Catanoso (2012-)

## Anciens élèves
Dalila Nesci (1986-), politicienne.